# Luís Augusto Rebelo da Silva

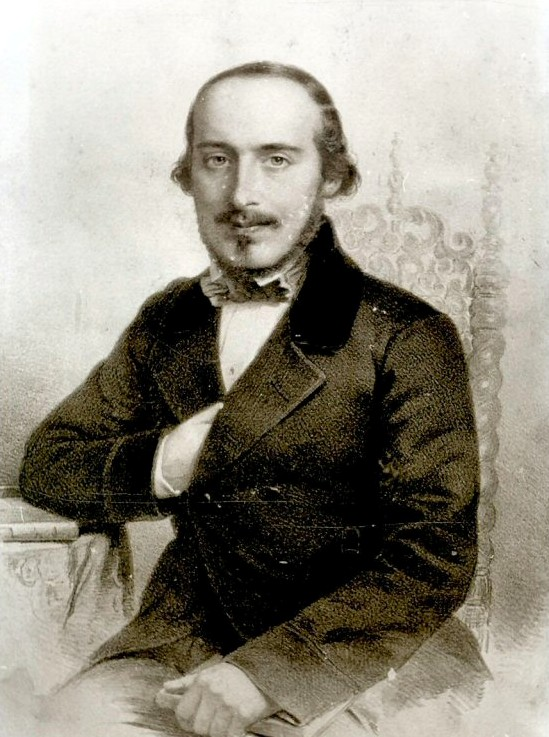
Luís Augusto Rebelo da Silva

Luís Augusto Rebelo da Silva (* 2. April 1822 in Lissabon; † 19. September 1871 ebenda) war ein portugiesischer Journalist, Historiker, Romancier und Politiker.

## Leben
Luís Augusto Rebelo da Silva war der Sohn eines angesehenen Politikers. Er besuchte die Universität Coimbra und widmete sich dann in Lissabon mit Vorliebe dem historischen Roman. Er wurde Journalist und bald Redakteur der offiziellen Zeitung Diario do Governo. Seit 1848 wurde er wiederholt zum Abgeordneten der Cortes gewählt. Hier zeichnete er sich als Redner aus und wurde 1849 zum Sekretär des Staatsrats ernannt. Ab 1854 war er Mitglied der Akademie der Wissenschaften in Lissabon. Ferner wirkte er ab 1859 als Professor für vaterländische und Universalgeschichte am Curso Superior de Letras. 1859 wurde er auch Mitglied des Generalunterrichtsrats, 1862 Mitglied der Ersten Kammer und 1869 Staatsrat und Marineminister. Er starb am 19. September 1871 im Alter von 49 Jahren in Lissabon.
Rebelo da Silva verfasste mehrere beliebte historische Romane, u. a. Rauço por homizio (Lissabon 1842), Odio velho não cansa (2 Bde., Lissabon 1849) und A mocidade de D. João V (4 Bde., Lissabon 1852–53; 2. Auflage 3 Bde., Porto 1862). Klassischen Ruf erlangte das Sittenbild Última corrida de touros reais em Salvaterra (Lissabon 1848). Außerdem schrieb er einige Dramen. Im Auftrag der königlichen Akademie setzte er die große vom Visconde de Santarém (1791–1856) begonnene Publikation über die diplomatischen Beziehungen Portugals zum Ausland (Quadro elementar das relações politicas e diplomaticas de Portugal, 18 Bände, Paris und Lissabon 1842–60) fort und gab von diesem Werk die Bände 9–11 und 16–18 heraus. Er ist auch der Verfasser einer Geschichte Portugals im 17. und 18. Jahrhundert (História de Portugal nos séculos XVII e XVIII, 5 Bde., Lissabon 1860–71).